# Campionati europei di ciclismo su pista 2025 - Velocità a squadre maschile
La gara della velocità a squadre maschile ai Campionati europei di ciclismo su pista 2025 si svolse il 12 febbraio 2025 presso il Omnisport Heusden-Zolder di Heusden-Zolder, in Belgio.

## Risultati

### Qualificazioni
I migliori otto avanzano al primo turno.
| Pos | Nazione                                                               | Tempo  | Diff.  | Note |
| --- | --------------------------------------------------------------------- | ------ | ------ | ---- |
| 1   | Rep. Ceca Matěj Tamme Dominik Topinka David Peterka                   | 43.337 |        | Q    |
| 2   | Paesi Bassi Loris Leneman Harrie Lavreysen Tijmen van Loon            | 43.404 | +0.067 | Q    |
| 3   | Regno Unito Harry Radford Hayden Norris Harry Ledingham-Horn          | 43.496 | +0.159 | Q    |
| 4   | Germania Nik Schröter Luca Spiegel Maximilian Dörnbach                | 43.560 | +0.223 | Q    |
| 5   | Francia Timmy Gillion Rayan Helal Sébastien Vigier                    | 43.606 | +0.269 | Q    |
| 6   | Polonia Daniel Rochna Konrad Burawski Mateusz Rudyk                   | 43.732 | +0.395 | Q    |
| 7   | Italia Daniele Napolitano Stefano Minuta Mattia Predomo               | 43.906 | +0.569 | Q    |
| 8   | Spagna Sánchez José Moreno Ekain Jiménez                              | 44.892 | +1.555 | Q    |
| 9   | Belgio Mathijs Verhoeven Runar De Schrijver Lowie Nulens              | 44.938 | +1.601 |      |
| 10  | Ucraina Vladyslav Denysenko Bohdan Danylchuk Valentyn Varharakyn      | 45.329 | +1.992 |      |
| 11  | Lituania Laurynas Vinskas Vasilijus Lendel Eimantas Vadapalas         | 45.536 | +2.199 |      |
| 12  | Grecia Ioannis Kalogeropoulos Konstantinos Livanos Miltiadis Charovas | 46.089 | +2.752 |      |

### Primo turno
I vincitori delle batterie vengono ordinati per tempo, i primi due avanzano alla finale per l'oro, gli altri due alla finale per il bronzo.
| Heat | Pos | Nazione                                                      | Tempo  | Note |
| ---- | --- | ------------------------------------------------------------ | ------ | ---- |
| 1    | 1   | Francia Sébastien Vigier Timmy Gillion Rayan Helal           | 42.964 | QG   |
| 1    | 2   | Germania Maximilian Dörnbach Nik Schröter Luca Spiegel       | 43.237 |      |
| 2    | 1   | Regno Unito Harry Ledingham-Horn Hayden Norris Harry Radford | 43.284 | QB   |
| 2    | 2   | Polonia Daniel Rochna Mateusz Rudyk Rafał Sarnecki           | 43.419 |      |
| 3    | 1   | Paesi Bassi Harrie Lavreysen Loris Leneman Tijmen van Loon   | 43.090 | QG   |
| 3    | 2   | Italia Stefano Minuta Mattia Predomo Matteo Bianchi          | 43.565 |      |
| 4    | 1   | Rep. Ceca Matěj Tamme David Peterka Dominik Topinka          | 43.297 | QB   |
| 4    | 2   | Spagna Ekain Jiménez José Moreno Esteban Sánchez             | 44.664 |      |

### Finali
| Pos                  | Nazione                                                      | Tempo  | Distacco | Note |
| -------------------- | ------------------------------------------------------------ | ------ | -------- | ---- |
| Finale per l'oro     |                                                              |        |          |      |
| 1                    | Francia Timmy Gillion Rayan Helal Sébastien Vigier           | 42.609 |          |      |
| 2                    | Paesi Bassi Harrie Lavreysen Loris Leneman Tijmen van Loon   | 43.253 | +0.644   |      |
| Finale per il bronzo |                                                              |        |          |      |
| 3                    | Regno Unito Harry Ledingham-Horn Hayden Norris Harry Radford | 43.152 |          |      |
| 4                    | Rep. Ceca David Peterka Matěj Tamme Dominik Topinka          | 44.049 | +0.897   |      |